# Niphargus danconai
Niphargus danconai is een vlokreeftensoort uit de familie van de Niphargidae. De wetenschappelijke naam van de soort is voor het eerst geldig gepubliceerd in 1942 door Benedetti.